# Afromethia
Afromethia is een kevergeslacht uit de familie van de boktorren (Cerambycidae). De wetenschappelijke naam van het geslacht werd voor het eerst geldig gepubliceerd in 2000 door Adlbauer.

## Soorten
Afromethia is monotypisch en omvat slechts de volgende soort:
- Afromethia brandbergensis Adlbauer, 2000